# Cala la tela
Cala la tela (titolo originale Drury Lane's Last Case (The Tragedy of 1599)) è un romanzo poliziesco del 1933 di Ellery Queen. Quarto ed ultimo della serie che ha per protagonista l'ex attore shakespeariano Drury Lane, venne pubblicato in origine sotto lo pseudonimo di Barnaby Ross e ripubblicato sotto il nome di Ellery Queen nel 1946.

## Storia editoriale
Il romanzo fu pubblicato in versione integrale nell'ottobre 1933 sul primo numero della rivista Mystery League, edita dagli stessi Dannay e Lee. La controversia legale con la casa editrice Viking che scaturì da questa pubblicazione non autorizzata fu una delle cause dell'abbandono del personaggio di Drury Lane.

"In effetti i due cugini (...) rimasero invischiati in una disputa legale con la Viking, la casa editrice che pubblicava la serie di Lane. Nel periodo in cui avevano appena completato il quarto romanzo con Drury Lane, Dannay e Lee stavano per lanciare la loro nuova e ambiziosa rivista mensile Mystery League. (...) Una delle storie che scelsero per il loro primo numero (Ottobre 1933) senza rendersi conto delle conseguenze contrattuali della loro decisione, fu il loro romanzo appena terminato Drury Lane's Last Case, che così divenne disponibile, completo e in versione integrale, a qualsiasi lettore con un quarto di dollaro da spendere nella sua edicola preferita. I dirigenti della Viking divennero comprensibilmente arrabbiati a fronte di questa concorrenza non autorizzata, sebbene non volontaria, con l'edizione rilegata da 2 dollari che stavano per pubblicare. I cugini furono costretti ad accettare alcune revisioni estremamente sfavorevoli nelle clausole sui diritti del loro contratto con Viking, e l'aspra disputa che ne seguì li convinse che, dal momento che Drury Lane era morto, tanto valeva che restasse nella sua tomba.

## Trama
Che un individuo bizzarro, il quale afferma di essere sulle tracce di un segreto che "vale milioni", si presenti nell'ufficio dell'agenzia investigativa dell'ex ispettore Thumm, per affidargli un incarico confidenziale, non è una circostanza particolarmente fuori dell'ordinario. Che sia disposto a pagare mille dollari perché Thumm tenga in custodia per lui una busta da aprire nel caso l'individuo in questione non telefoni il giorno venti di ogni mese per confermare di essere ancora vivo e in libertà, è certo interessante ma non incredibile. Che il visitatore si sia camuffato con occhiali scuri e una barba finta per nascondere la propria identità, è comprensibile. Ma che la barba finta sia striata di colori vivaci, questo è troppo anche per un veterano di casi stravaganti come Thumm. Che infine le istruzioni del cliente impongano, qualora si rendesse necessario aprire la busta, che ciò avvenga solo alla presenza del famoso ex attore e investigatore Drury Lane, è proprio il colmo. E se non fosse per l'interesse di sua figlia Patience, l'ispettore forse rinuncerebbe volentieri all'incarico. Quando però il venti del mese successivo il cliente non si farà vivo, l'apertura della busta rivelerà che il caso è legato ad una serie di misteriosi furti di antiche edizioni di in folio di Shakespeare dal Museo Britannico di New York, alla scomparsa di un vecchio collega di Thumm, custode del museo, e all'identità del misterioso personaggio che si cela dietro lo pseudonimo del dottor Ales e che ha la stravagante abitudine di rubare libri di grande valore lasciandone in cambio altri più rari e molto più preziosi.

## Personaggi
- Drury Lane : ex attore di teatro
- Quacey : domestico di Drury Lane
- Dromio: autista di Drury Lane
- Thumm : ex-ispettore di polizia, investigatore privato
- Patience Thumm : figlia dell'Ispettore Thumm
- Alonzo Choate : sovrintendente uscente del Museo Britannico
- Hamnet Sedlar : nuovo sovrintendente del Museo Britannico
- Gordon Rowe : giovane studioso
- Lydia Saxon : patronessa del Museo Britannico
- Crabbe : bibliotecario della Collezione Saxon
- Donoghue : custode del Museo Britannico
- George Fisher : conducente di autobus
- Dottor Ales : bibliofilo
- Maxwell : domestico del dottor Ales
- Joe Villa : un ladro
- Bollington : ispettore capo della polizia di Tarrytown
- Dottor Martini : medico

## Critica
"La trama, che in qualche punto può ricordare alcune situazioni caratteristiche dello stile di Edgar Wallace, prende l'avvio da una serie di misteriosi avvenimenti legati a una preziosa edizione shakespeariana dell'epoca custodita nel Museo Britannico di New York e si snoda in un susseguirsi di movimentati (ecco Wallace) colpi di scena fino alla imprevedibile e sorprendente soluzione finale."

"Con il ritorno a una narrazione in terza persona, questa è forse la trama più intrigante e coinvolgente della serie, piena di colpi di scena, capovolgimenti ed eventi inesplicabili. [...] Ci sono alcuni fili slegati e qua e là degli sviluppi inspiegati che non vengono completamente risolti. La 'sconvolgente' identità dell'assassino, che è nel subconscio del lettore attento fin dal primo capitolo, diventa via via meno sconvolgente man mano che la storia procede. È difficile arrivare alla soluzione con la logica piuttosto che tirando semplicemente a indovinare, e gli indizi logici ci sono tutti, pronti per essere letti. La scrittura di Ellery Queen qui è al suo apice - l'idea che nelle sue prime storie la caratterizzazione dei personaggi e le loro emozioni fossero carenti viene demolita da questo libro."

## Edizioni
- Ellery Queen, Cala la tela, in "Delitti in cerca d'autore", a cura di Marco Polillo, Arnoldo Mondadori Editore, 1975.
- Ellery Queen, Cala la tela, traduzione di Gianni Montanari, I Classici del Giallo Mondadori n.1172, Arnoldo Mondadori Editore, 2007.